# Bomba de vacío
Una bomba de vacío es una bomba hidráulica que extrae moléculas de gas de un volumen sellado, para crear un vacío parcial. La bomba de vacío fue inventada en 1650 por Otto von Guericke, estimulado por el trabajo de Galileo y Evangelista Torricelli, también impulsó a Lavoisier, usó los hemisferios de Magdeburgo.

## Tipos de bombas de vacío

### Rotativas de paletas

Bomba de vacío de lóbulos, un tipo de bomba rotativa de vacío.

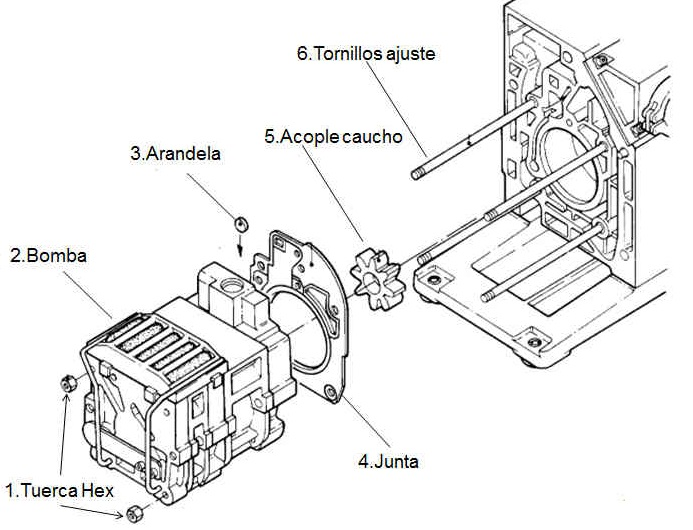
Interior de una bomba de vacío

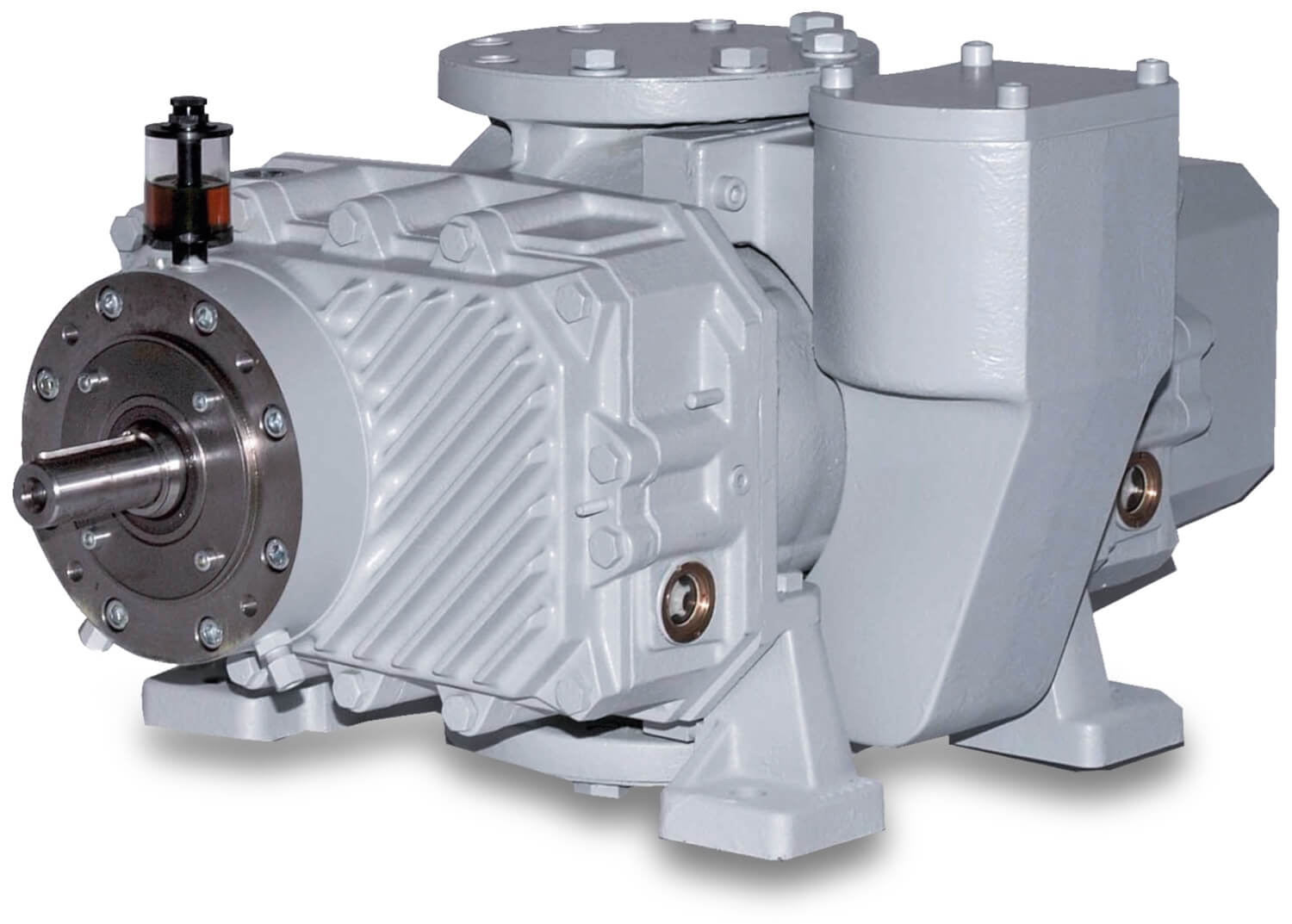
Exterior de una bomba de vacío

Las principales características de algunas bombas de vacío son:
- alta velocidad de bombeo en el campo de presión absoluta, comprendido entre 850 y 0,5 mbar
- refrigeración por aire
- construcción particularmente robusta
- mantenimiento reducido

### Bomba de membrana o de diafragma

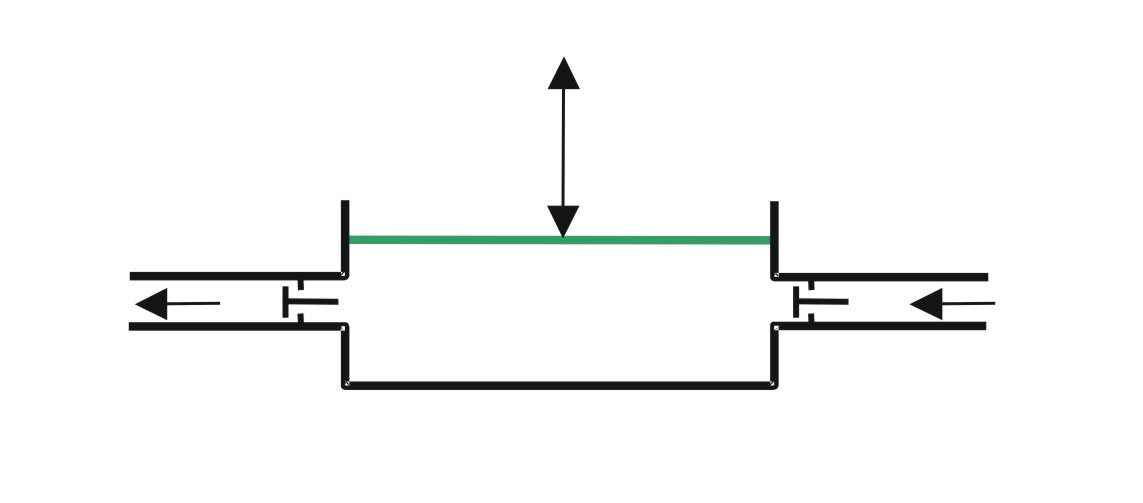
Principio de funcionamiento de una bomba de membrana.

Una bomba de membrana o de diafragma es una bomba de desplazamiento positivo que, para bombear líquido, combina la acción recíproca de un diafragma de teflón o caucho y de válvulas que abren y cierran de acuerdo al movimiento del diafragma. A veces a este tipo de bomba también se llama bomba de membrana. Hay tres tipos principales de bomba de diafragma: 
- El de primer tipo, el diafragma se sella con un lado en el líquido que se bombeará, y el otro en aire o líquido hidráulico. El diafragma se dobla, haciendo que el volumen del compartimento de la bomba aumente y disminuya. Un par de válvulas previene que la corriente tenga un movimiento contrario.
- Como se describe anteriormente, el segundo tipo de bomba de diafragma trabaja con la dislocación positiva volumétrica, pero diferencia en que lo que mueve al diafragma no es ni aceite ni aire, sino que tiene un funcionamiento electromecánico a través de una impulsión engranada del motor. Este método dobla el diafragma con una acción mecánica simple, y un lado del diafragma está abierto al aire.
- El tercer tipo de bomba de diafragma tiene uno o más diafragmas sin sellar con el líquido que se bombeará en ambos lados. Los diafragmas se doblan otra vez, haciendo cambiar el volumen.

Cuando el volumen de un compartimento de cualquier tipo se aumenta el diafragma baja, la presión disminuye y el líquido entra dentro del compartimento. Cuando la presión del compartimento aumenta (ya que el volumen disminuye), el diafragma sube y el líquido guardado previamente adentro es forzado a salir. Finalmente, el diafragma baja impulsando de nuevo más líquido dentro del compartimento, terminando el ciclo. Esta acción es similar a la del cilindro de un motor de combustión interna.
Las bombas de diafragma se pueden utilizar para hacer corazones artificiales.

### De canal lateral
Las máquinas extractoras de canal lateral están conceptuadas según el principio de los canales laterales. Funcionan tanto en aspiración como en compresión y han sido proyectadas para trabajar en servicio permanente.
Mediante un rodete especial, el aire aspirado está obligado a seguir un recorrido en espiral y asimismo sometido a reiteradas aceleraciones incrementando así la presión diferencial del fluido transportado a través del soplante.
El rodete está montado directamente sobre el eje del motor y todas las partes giratorias están dinámicamente equilibradas, obteniéndose así una ausencia prácticamente total de vibraciones. Los soplantes de canal lateral están normalmente construidos totalmente en aluminio moldeado a presión.
Es importante apreciar que el aire o gas aspirado o comprimido se mantiene limpio, y libre de rastros de aceite, ya que ningún tipo de lubricación es necesaria en los soplantes de canal lateral.
El nivel sonoro normalmente estará alrededor de los 70 dB y los niveles de vibración son prácticamente inexistentes, lo cual implica que normalmente no se requiere ningún tipo de anti vibradores o cabina acústica.
Cabe reiterar que estos equipos pueden ser montados tanto en forma vertical como horizontal, dando así aún más flexibilidad de diseño al sistema en el cual se lo incorpora.
Los soplantes de canal lateral son generalmente usados en sistemas de:
- transporte neumático
- plantas purificadores de agua
- industria textil
- equipamientos de limpieza industrial
- y otras aplicaciones donde existe la necesidad de aire o gas limpio.

Estos soplantes alcanzan caudales de hasta 1500 m³/h y una depresión máxima de 450 mbar.